# Divine Madness!
Divine Madness! è un film del 1980 diretto da Michael Ritchie.